# Lucien Murat
Lucien Charles Joseph Napoléon Murat (16 de maio de 1803 Milão, Itália — 10 de abril de 1878 (74 anos) Paris, França), também conhecido como: Príncipe Francês, Príncipe de Nápoles, 2.º Príncipe de Pontecorvo, 3.º Príncipe de Murat, foi um político francês e príncipe soberano de Pontecorvo entre 1812 e maio de 1815.